# NRW.TV
Die 2005 gegründete NRW.TV Fernsehen aus Nordrhein-Westfalen GmbH & Co. KG war ein privates Rundfunkunternehmen mit Sitz in Düsseldorf. Der Sender betrieb ein regionales Fernsehprogramm für Nordrhein-Westfalen und erreichte zeitweise täglich mehr als eine halbe Million Zuschauer. Das Unternehmen meldete 2016 Insolvenz an, 2018 wurde der Sendebetrieb endgültig eingestellt.
Das Unternehmen ist nicht zu verwechseln mit dem gleichfalls privaten TV-Sender tv.nrw, der von 2001 bis 2005 betrieben wurde.

## Geschichte

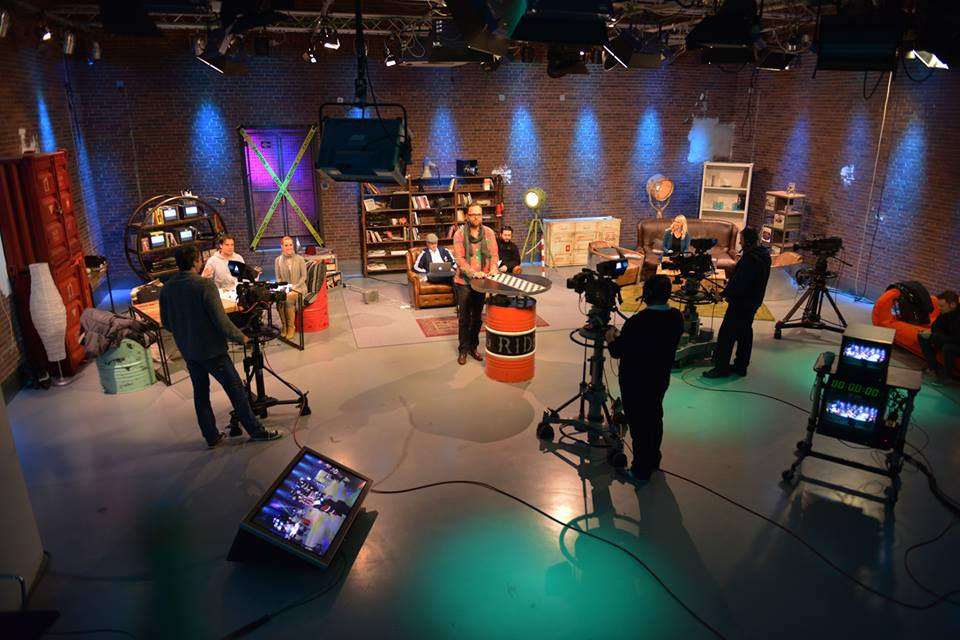
Studiototale bei NRW.TV

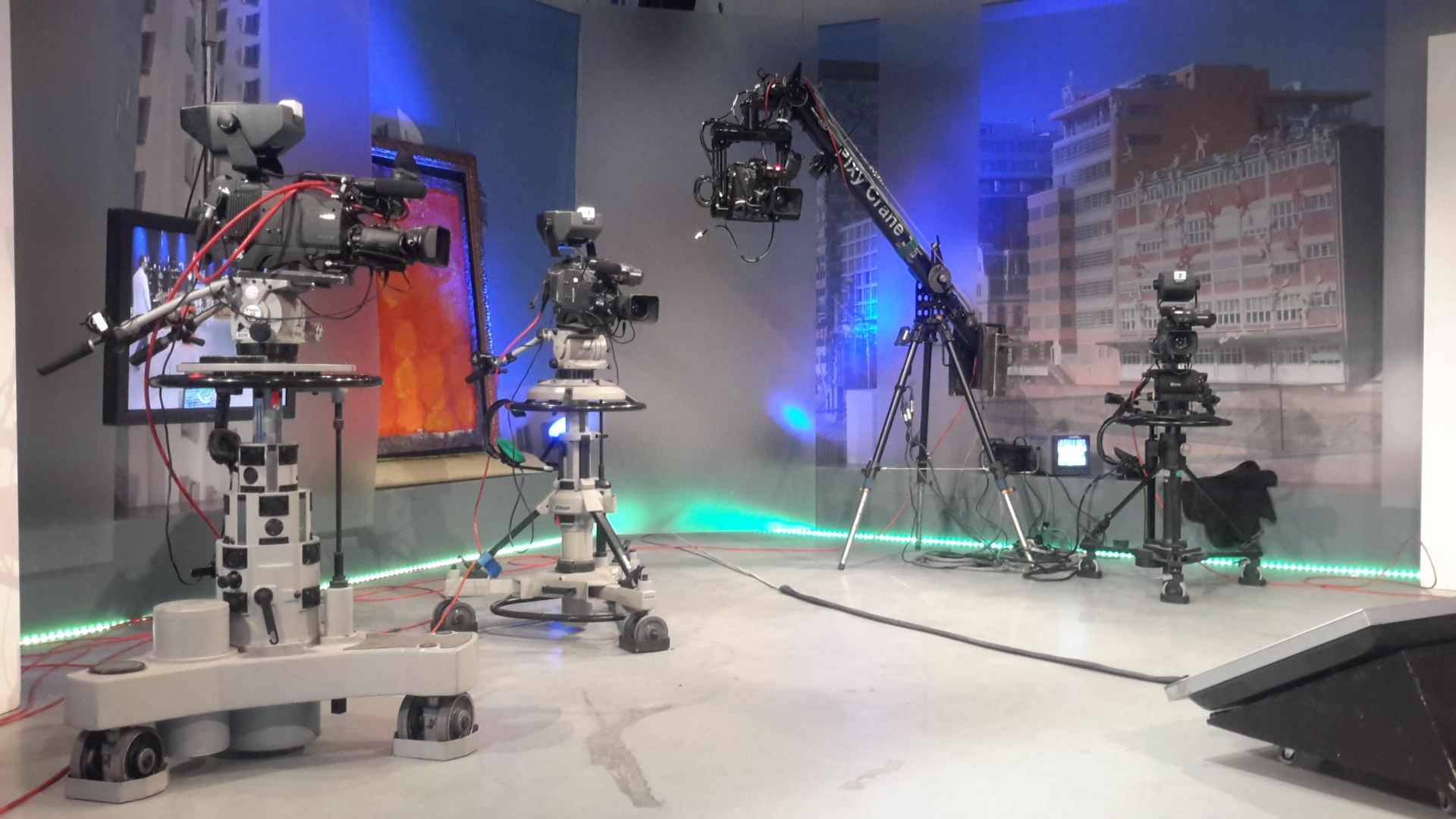
Studiokameras bei NRW.TV

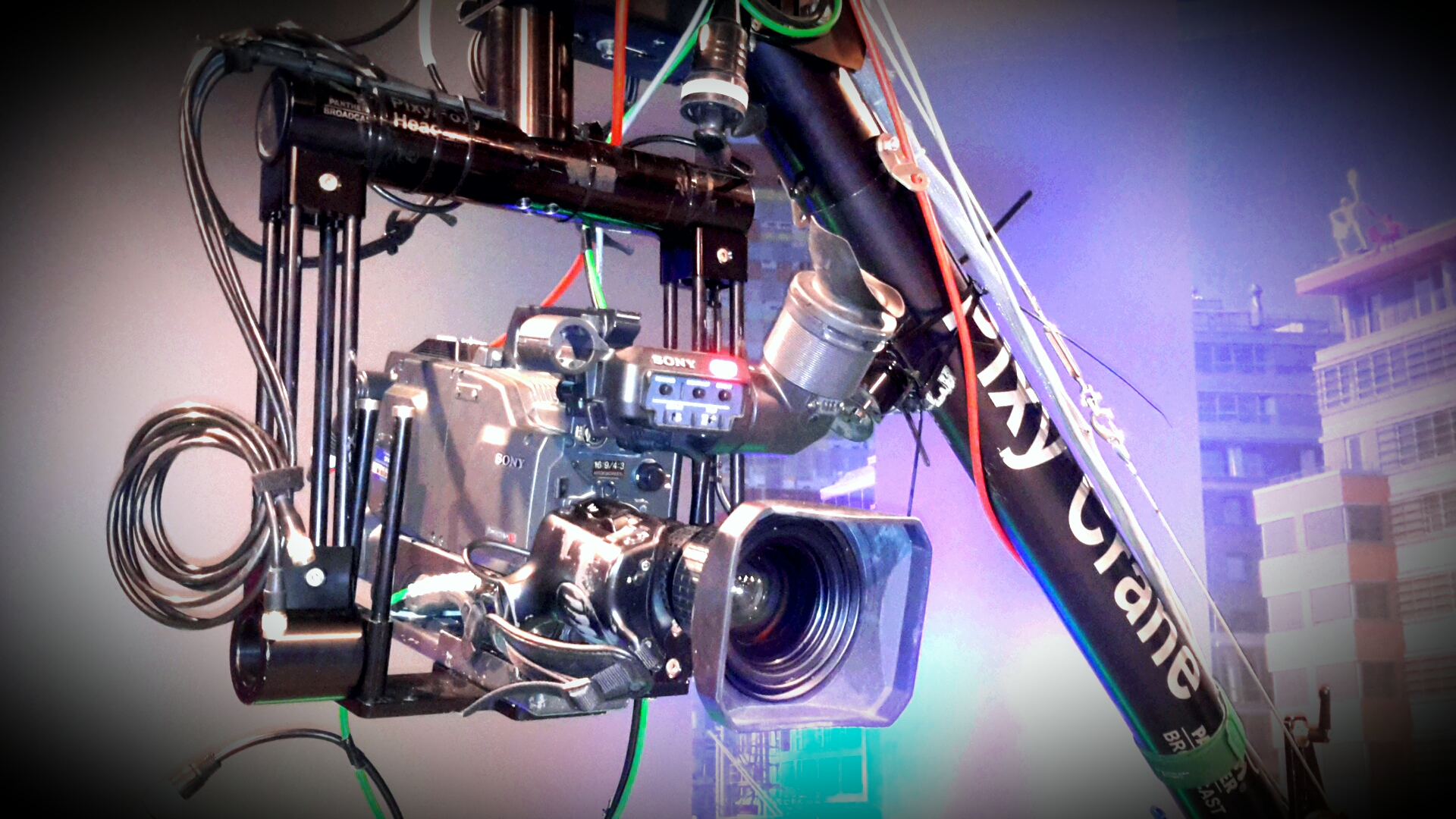
Studiokran bei NRW.TV

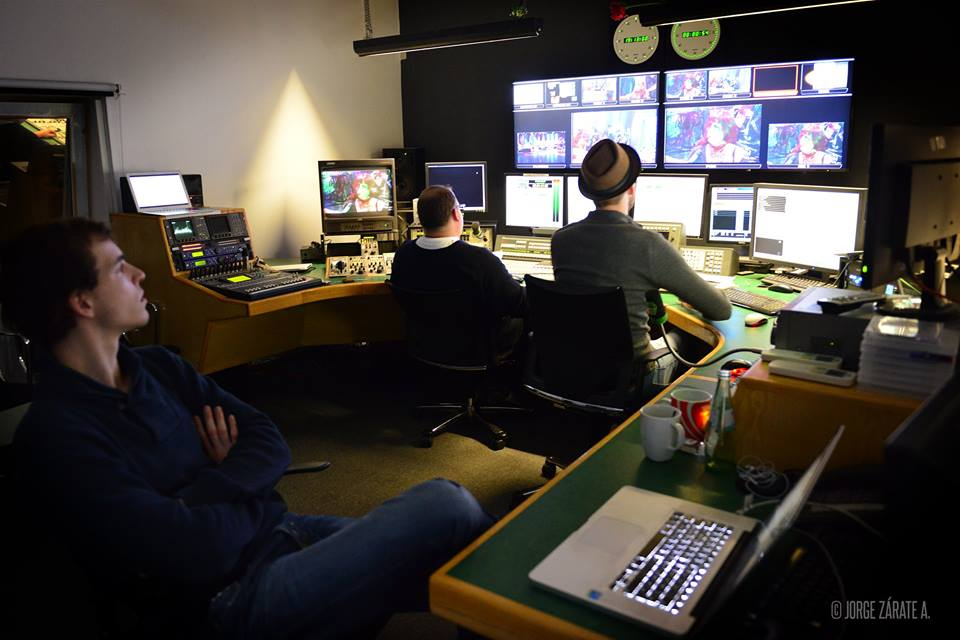
Fernsehregie bei NRW.TV

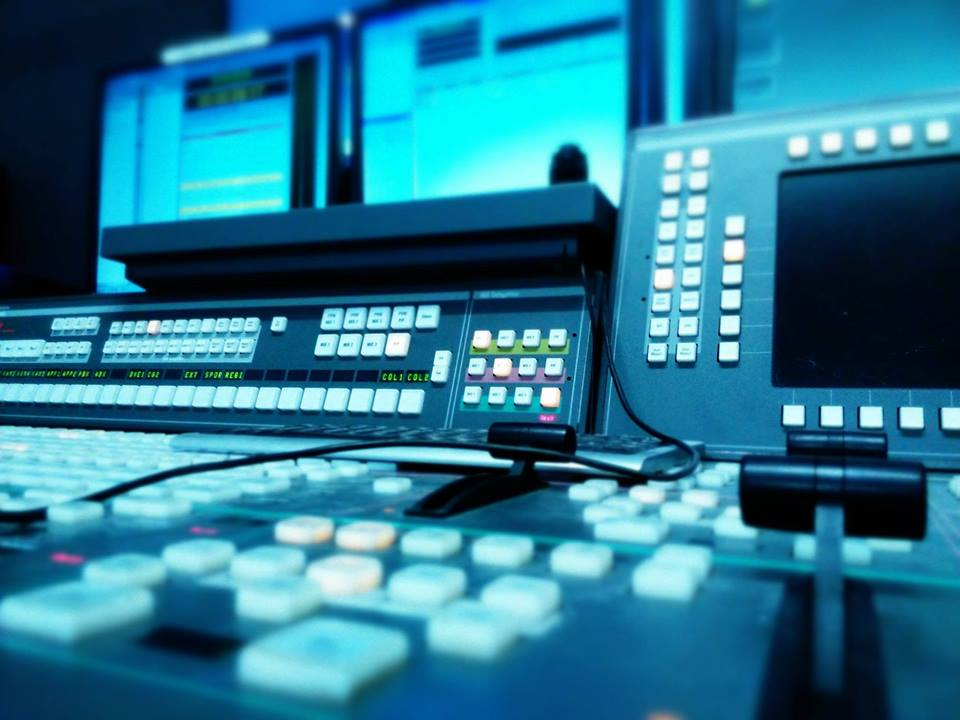
Bildmischer bei NRW.TV

Am 1. Juni 2005 wollte die Deutsche Fernsehnachrichten Agentur einen neuen Sender namens NRW.TV mit einem 8-stündigen Programm starten. Der Sendestart musste verschoben werden, da es Probleme mit der Landesanstalt für Medien Nordrhein-Westfalen gab. Der Kabelnetzbetreiber Unitymedia speiste NRW.TV nur in der Zeit von 22:00 Uhr bis 09:00 Uhr ein. Im Herbst 2005 wurde zusätzlich die tägliche 60-Minuten-Sendung „Guten Abend NRW“ gestartet. In der restlichen Zeit lief das Programm des Kölner Teleshoppingsenders RTL Shop. Im Dezember 2005 wurde NRW.TV als landesweiter Sender im Sinne des Landesmediengesetzes von der LfM anerkannt, was eine Einspeisepflicht für den Kabelnetzbetreiber nach sich zog („must carry“). Daher kündigte NRW.TV entsprechend dem Verwaltungsakt die Ausweitung des Programms ab Februar 2006 auf 16 Stunden Sendezeit an. Dieser Termin musste aufgrund der nicht geklärten Kabelplatzverteilung von RTL Shop, Euronews, XXP (heute DMAX) und NRW.TV verschoben werden. Der offizielle Start eines 12-Stunden-Programms (6:00 Uhr bis 18:00 Uhr; in der restlichen Zeit lief DMAX) war nach nun gelöster Kabelplatzverteilung verschiedener Sender Anfang Juli 2006. Am 18. Dezember 2007 weitete NRW.TV das Programm auf 24 Stunden aus. Außerdem war der Sender seitdem auch digital über Kabel empfangbar.
Allerdings wurde in nicht ausgebauten Kabelnetzgebieten DMAX von 18:30 bis 23:30 Uhr auf der analogen Frequenz von NRW.TV ausgestrahlt, sodass in diesen Gebieten das Abendprogramm von NRW.TV nicht analog empfangen werden konnte. In den ausgebauten Gebieten hingegen übernahm von 12:30 bis 14:30 Uhr der nordrhein-westfälische Kabelnetzbetreiber Unitymedia die analoge Frequenz für seinen Infokanal. Digital wurde unterbrechungsfrei gesendet. Seit dem 1. Februar 2009 sendete NRW.TV den Großteil seines Programmes im 16:9-Format. NRW.TV strahlte am 24. Mai 2009 den Abschlussgottesdienst des Europäischen Jugendtages 2009 der Neuapostolischen Kirche aus. Für die Kirche war es die erste Übertragung eines Festgottesdienstes in Europa.
Vor dem 1. Juni 2008 gehörte die „NRW.TV Fernsehen aus Nordrhein-Westfalen GmbH & Co. KG“ zu je 50 % Ralf G. Neumann, einem langjährigen Gesellschafter der BBDO, und Karl-Ulrich Kuhlo, dem Gründer von n-tv. Nach dem 1. Juni 2008 hielt die WAZ-Gruppe, heute Funke Mediengruppe, 24,9 %. Die restlichen Anteile hielten die Nema Holding GmbH (16,98 Prozent), die Kuhlo Holding GmbH (37,55 Prozent) und der Geschäftsführer von NRW.TV Ralf G. Neumann (20,57 Prozent). Anfang 2014 stieg Helmut Thoma (RTL-Gründer) bei NRW TV mit 24 % ein und übernahm im April 2014 die Geschäftsführung. Er führte die interaktive Jugendsendung NIX TV (Mo–Fr) sowie Spielfilme am Wochenende ein.
Im März 2016 stellte NRW.tv einen Antrag auf Eröffnung eines Insolvenzverfahrens. Am 10. Mai 2016 gab der Insolvenzverwalter bekannt, dass der Sendebetrieb eingestellt werde, weil kein Käufer für den Sender gefunden worden war. Der Sender war jedoch nach wie vor im Kabelnetz von Unitymedia zu empfangen. Das Programm bestand während dieser Zeit aus einer Mischung von Wiederholungen der alten Sendungen, neuen Folgen von Gamesnight.TV und Teleshopping. Das Senderlogo verschwand nach einiger Zeit. Am 8. Januar 2018 schaltete Unitymedia den Sender ab.

## Empfang und Zuschauerzahlen
NRW.TV hatte eine technische Reichweite von rund 4,2 Millionen Haushalten in Nordrhein-Westfalen. Das Programm konnte empfangen werden
- im Kabelnetz von Unitymedia in Nordrhein-Westfalen (analog und digital)
- im Internet-Stream (Flashstream) auf der Homepage

Im Jahr 2008 schalteten durchschnittlich 530.000 Menschen täglich NRW.TV ein, im November 2009 waren es 730.000 Zuschauer.

## Moderatoren
Bei NRW.TV arbeiteten u. a. folgende Fernsehmoderatoren:
- Björn Schwemin
- Daniele Rizzo
- Davide Spiga
- Julia Kleine
- Matthias Killing
- Emily Whigham
- Ulli Potofski